# Kanibalismus

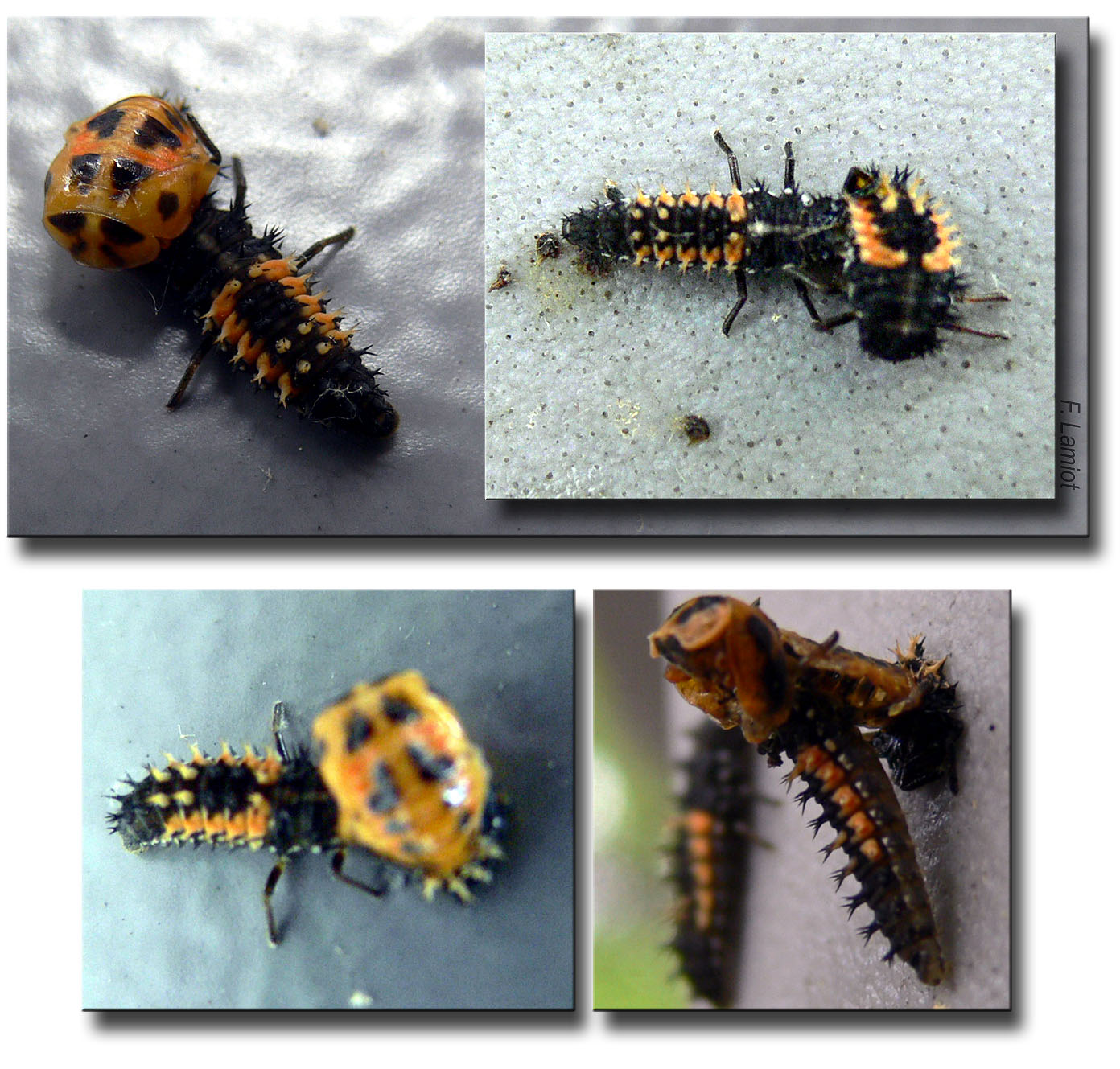
Kanibalismus je v přírodě poměrně rozšířený

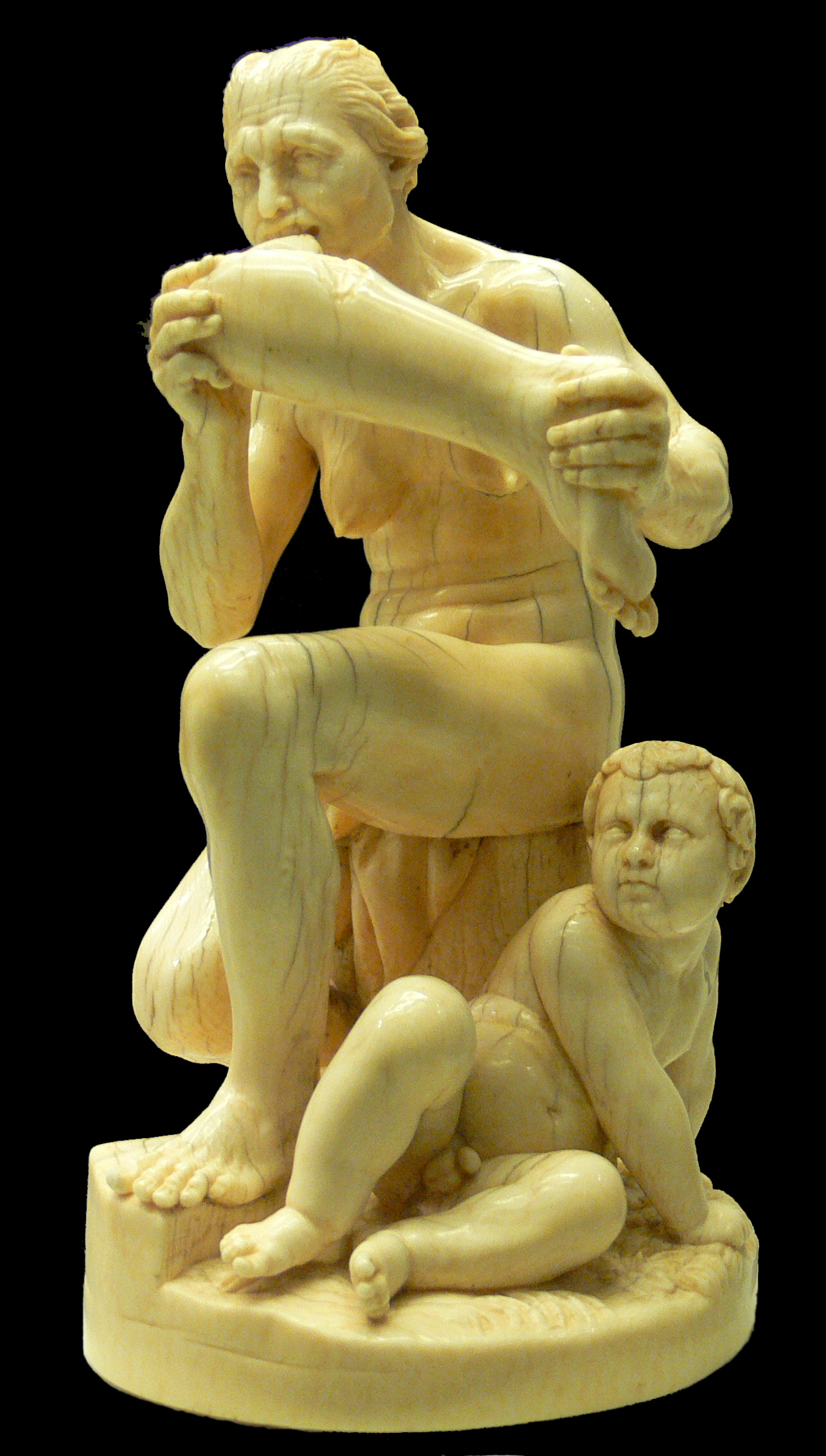
Kanibalka – Leonard Kern, 1650

Kanibalismus je požírání jedinců vlastního druhu. Autofágie je pak pojídání sebe sama.

## Původ názvu
Původ názvu je odvozen od jména středoamerického kmene Karibů, kde byl rituální kanibalismus významnou součástí jejich animistického náboženství.

## Kanibalismus v živočišné říši
Kanibalismus se vyskytuje v přírodě nejčastěji u dravých živočichů, kteří mohou například požírat své zraněné druhy. Velmi zajímavým případem je nitroděložní kanibalismus u vejcoživorodých žraloků, kdy embryo, které dospěje dříve, sežere uvnitř matky své sourozence. U některých druhů se může kanibalismus vyskytovat v rámci rodiny. Například samec medvěda ledního i jiných šelem může často ulovit své vlastní mládě. Samice některých psovitých druhů zase mohou požírat svá mláďata v případě svého vlastního ohrožení. Kanibalismus se vyskytuje i u hlodavců, např. u myší. U členovců se vyskytují případy, že samička po s páření sežere samečka (sklípkani a další pavouci, kudlanky atd.). Požírání vlastních mláďat je nazýváno pedofágie nebo kronismus. U ptáků, zvláště dravců sov, napadají silnější jedinci své slabší sourozence. V případě nedostatku potravy je zpravidla usmrtí a sežerou. Toto “bratrovražedné” chování se někdy označuje jako kainismus. Ve farmových chovech kuřat bažantů i domácí drůbeže se vyskytuje oštipování peří slabších kuřat silnějšími. Pokud jedno kuře najednou začne oštipovat celá skupina, může dojít k jeho usmrcení. Zvláště nebezpečné je oštipování kolem řiti, které může snadno vyvolat krvácení. Kuřata na krev v tomto případě reagují obdobně jako piraně – svého druha rychle uklovou a sežerou. Jsou známy i případy kanibalismu mezi domácími prasaty, chovanými ve velkých farmách s mnoha tisíci kusy pohromadě. Méně se ví, že i v domácím chovu někdy prasnice sežere čerstvě narozená selata, zvlášť pokud je předtím náhodou zalehla.
Doklady kanibalismu známe i u některých pravěkých zvířat, jako jsou například někteří draví teropodní dinosauři. Nejslavnějším příkladem může být i známý Tyrannosaurus rex, u něhož byl příležitostný kanibalismus prokázán fosilními stopami po okusu (rýhami) na kostech jiných tyranosaurů.

## Kanibalismus ulidí

Kanibalismus v Brazílii na rytině od Theodora de Bry na základě svědectví Hanse Stadena, který zde žil v zajetí roku 1557

Kanibalismus u lidí se označuje jako antropofágie neboli lidojedství. Praktikovali jej i neandrtálci. V lidské společnosti byl v minulosti praktikován rituální kanibalismus (např. pozření srdce nepřátelského bojovníka bylo vnímáno jako získání části fyzické a duševní síly, kterou disponoval); jeho stopy byly výrazně zachyceny i v Českých zemích u populací střední doby bronzové např. v únětické kultuře. Ne vždy se tedy kanibalismus vyvíjel u komunit v oblastech s omezenými zdroji vhodné masité potravy, ale mohl mít spíše rituální motivaci. Ještě i v novověku byl v Evropě kanibalismus přítomen například jako léčebný prostředek. V moderní společnosti byl kanibalismus prakticky vymýcen, známy jsou jen případy zapříčiněné hladem (obléhání, hladomor) a výjimečné činy některých vyšinutých jedinců. V oblastech méně zasažených kolonialismem se kanibalismus udržoval ještě dlouho v 20. století, jako například na Papui Nové Guineji. Provozovali ho patrně i někteří afričtí diktátoři 20. století, např. Jean-Bédel Bokassa a Idi Amin, ale i vojáci Charlese Taylora. Jeden z nejpozdnějších případů kanibalismu ve společnosti byl pozorován v Severní Koreji během rozsáhlého hladomoru mezi lety 1995 a 1997 a znovu v roce 2013.
V moderní společnosti se kanibalismus vyskytuje ojediněle a je považován za závažný zločin spojený s duševní patologií. Někteří z největších sériových vrahů 20. století kanibalismus praktikovali (např. Andrej Čikatilo).

### Tradiční rozšíření kanibalismu

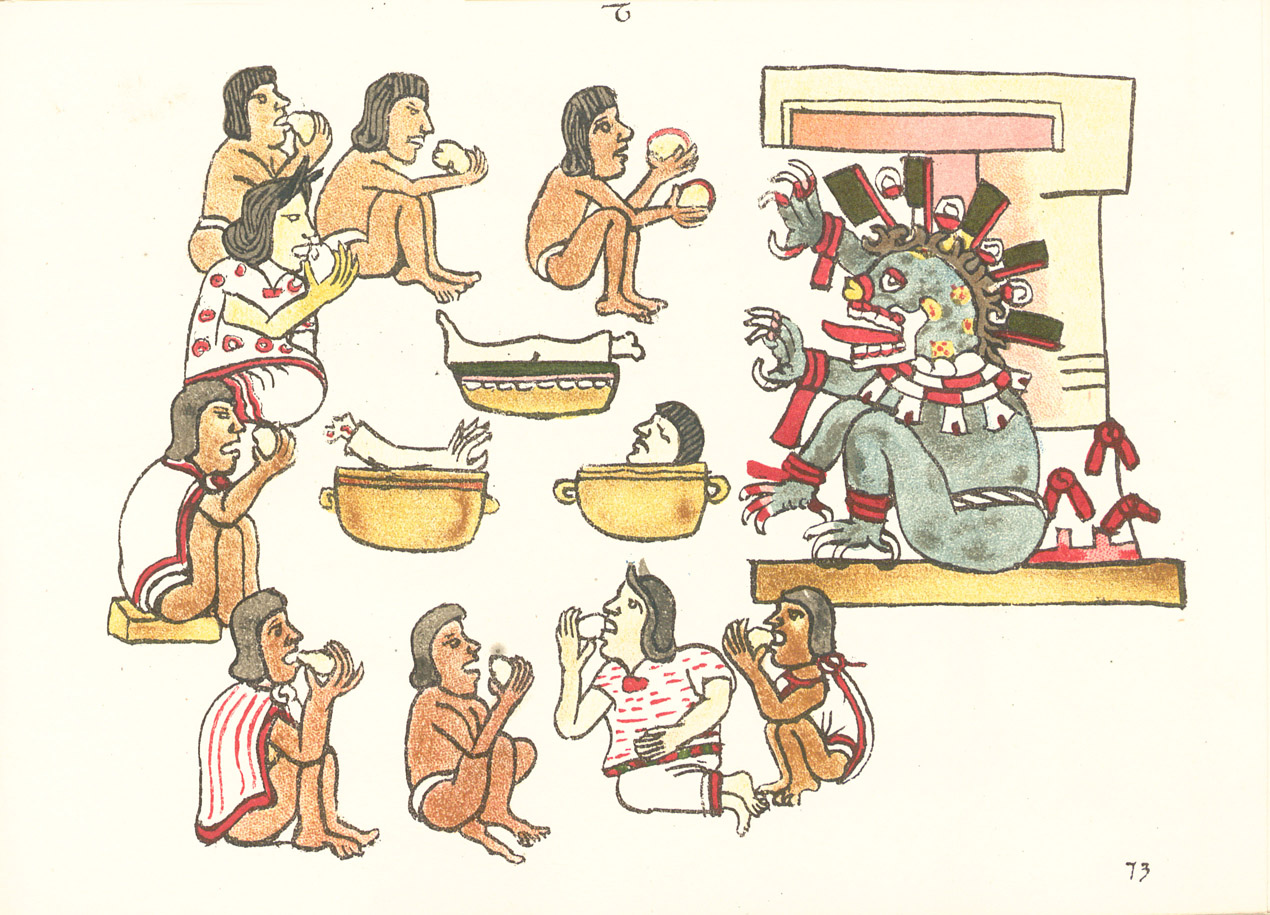
Aztékové při kanibalském rituálu, kodex Magliabechiano

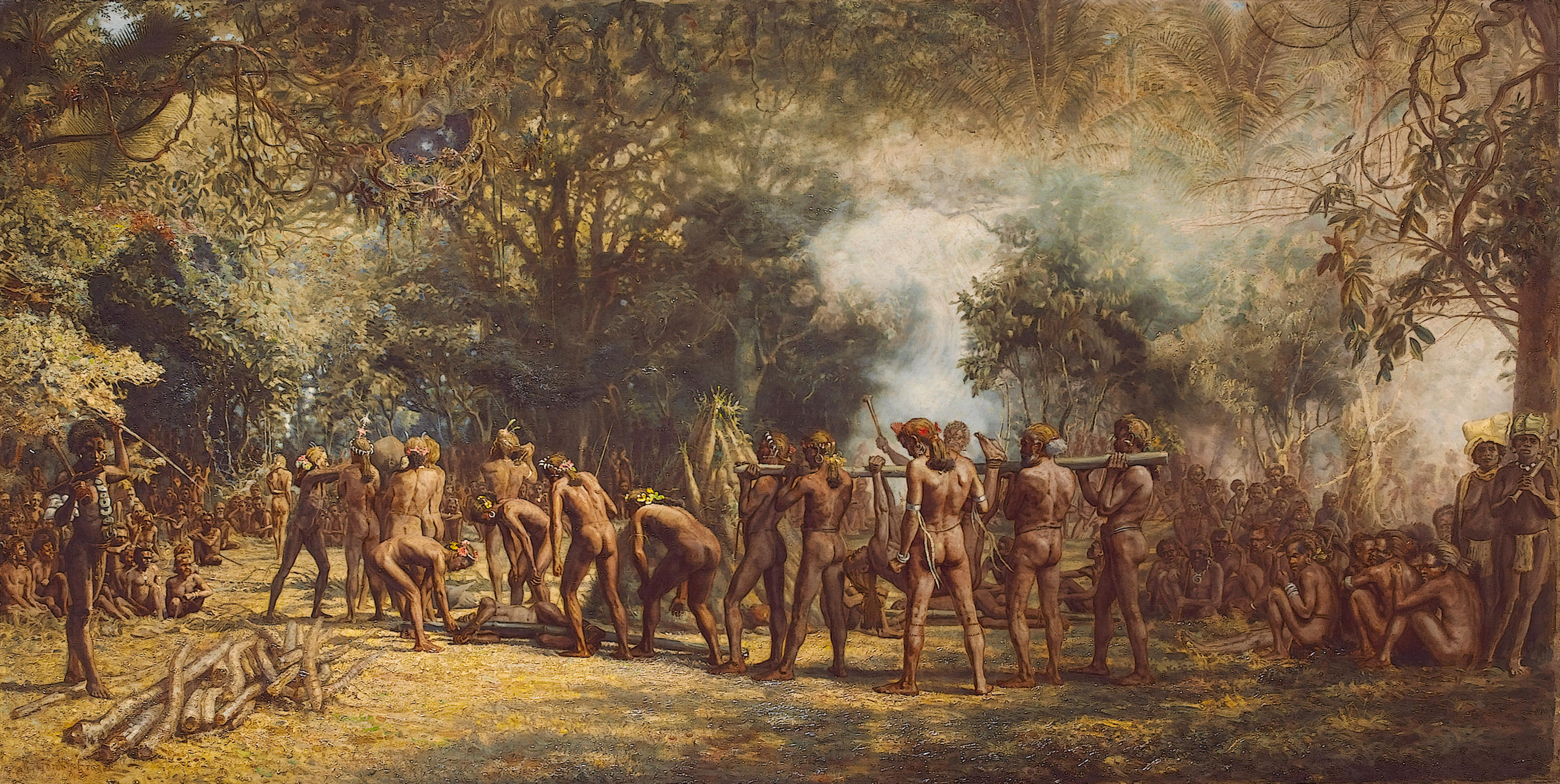
Kanibalská hostina na Vanuatu v Melanésii

- Papua Nová Guinea – dříve rozšířen po celém ostrově, nejdéle přežil u kmenů Angu (Kukukuku), Asmat (případy ještě ze 70. let 20. století) a Korowai (výjimečně ještě po roce 1990).
- Melanésie – zejména Fidži, Vanuatu (nejdéle na ostrově Malakula), Šalomounovy ostrovy (např. ostrov Nová Georgie).
- Některé oblasti Polynésie – hlavně Markézy, Nový Zéland a Rapa Nui, vymizel vesměs už v 19. století.
- Austrálie – některé skupiny Aboriginců, např. kmeny Maung a Kalkatungu, jen v souvislosti s rituály, vymizel v 19. století.
- Indonésie – Batakové na ostrově Sumatra v minulosti jedli popravené zločince, kanibalismus byl součástí trestu za zradu, znásilnění panny nebo loupežnou vraždu. Pokud příbuzní odsouzence přinesli sůl a koření k přípravě masa, dávali tím najevo souhlas s rozsudkem. Při obřadech jedli lidské maso i Toradžové na ostrově Sulawesi, Dajákové na Kalimantanu, aj. V současnosti se už neprovozuje.
- Indiánské kmeny v oblasti Amazonie – v minulosti Tupinambové, Kulinové, Kašivové, Huitotové, Gvajakíové, pozůstatky rituálního endokanibalismu přežívají ve formě pohřebních obřadů kmene Yanomamo, kdy pozůstalí konzumují popel zesnulého příbuzného.
- Indiánské kmeny v oblasti Karibiku – Karibové na Malých Antilách, Embérové na pobřeží Panamy a severní Kolumbie.
- Aztékové, Taraskové a možná i další etnika Mezoameriky, jako součást některých rituálů spojených s lidskými oběťmi.
- Některé indiánské kmeny Severní Ameriky – Anasaziové, Tonkawové, Atakapové, Kvakiutlové – vždy jako součást rituálů.
- Střední Afrika – Kongo a Středoafrická republika: kmeny Azande, Mangbetu, Ngbandi, Mbaka, Tetela, Songye a některé další, válečníci pojídali části těl zabitých nebo zajatých nepřátel, protože věřili, že tím na sebe přenesou jejich sílu a odvahu.
- Západní Afrika - v této oblasti šlo o součást rituálů tajných společností, jako byli např. leopardí lidé. Tento typ kanibalismu praktikovali Igbové v Nigérii, Šerbrové, Danové, Golové, Kpellové, Mendové a Temnéové v Libérii, Sieře Leone a na Pobřeží slonoviny. Džukunové v severovýchodní Nigérii vykonávali kanibalismus uvnitř panovnické rodiny: po smrti krále musel následník pozřít jeho maso a srdce.
- Členové hinduistické sekty aghóríů v severní Indii jsou známí tím, že pojídají maso mrtvol nebo jeho nedokonale spálené zbytky z pohřebních hranic. Dávají tím najevo překonání rozdílu mezi posvátným a nečistým, a současně absolutní oddanost bohu Šivovi.

V extrémních situacích, kdy kanibalismus představuje jedinou možnost přežití, se vyskytuje i v jiných oblastech, kde se nejedná o běžnou praxi.
- Trosečníci, kteří přežili potopení lodi nebo havárii letadla
- Lidé v obležených pevnostech a městech od starověku (např. obléhání Kartága 147–146 př. n. l.) přes středověk (např. v Suej-jangu během povstání An Lu-šana)[8] až po blokádu Leningradu 1941–44.
- Vězňové v koncentračních táborech a gulazích
- Vyhladovělí ruští vesničané roku 1921
- Ukrajinští rolníci trpící hladomorem v letech 1932–33
- Armáda čínského povstalce Ču Cchana začátkem 7. století, během válek v nichž zanikla říše Suej.[9] Vyhladovělé oddíly japonské armády v roce 1945 a 1946, kdy čelily Američanům.
- Při hladomoru v Severní Koreji začátkem roku 2013, kdy někteří venkované pojídali maso svých pohřbených dětí a sebe navzájem.

### Důvody pro kanibalismus

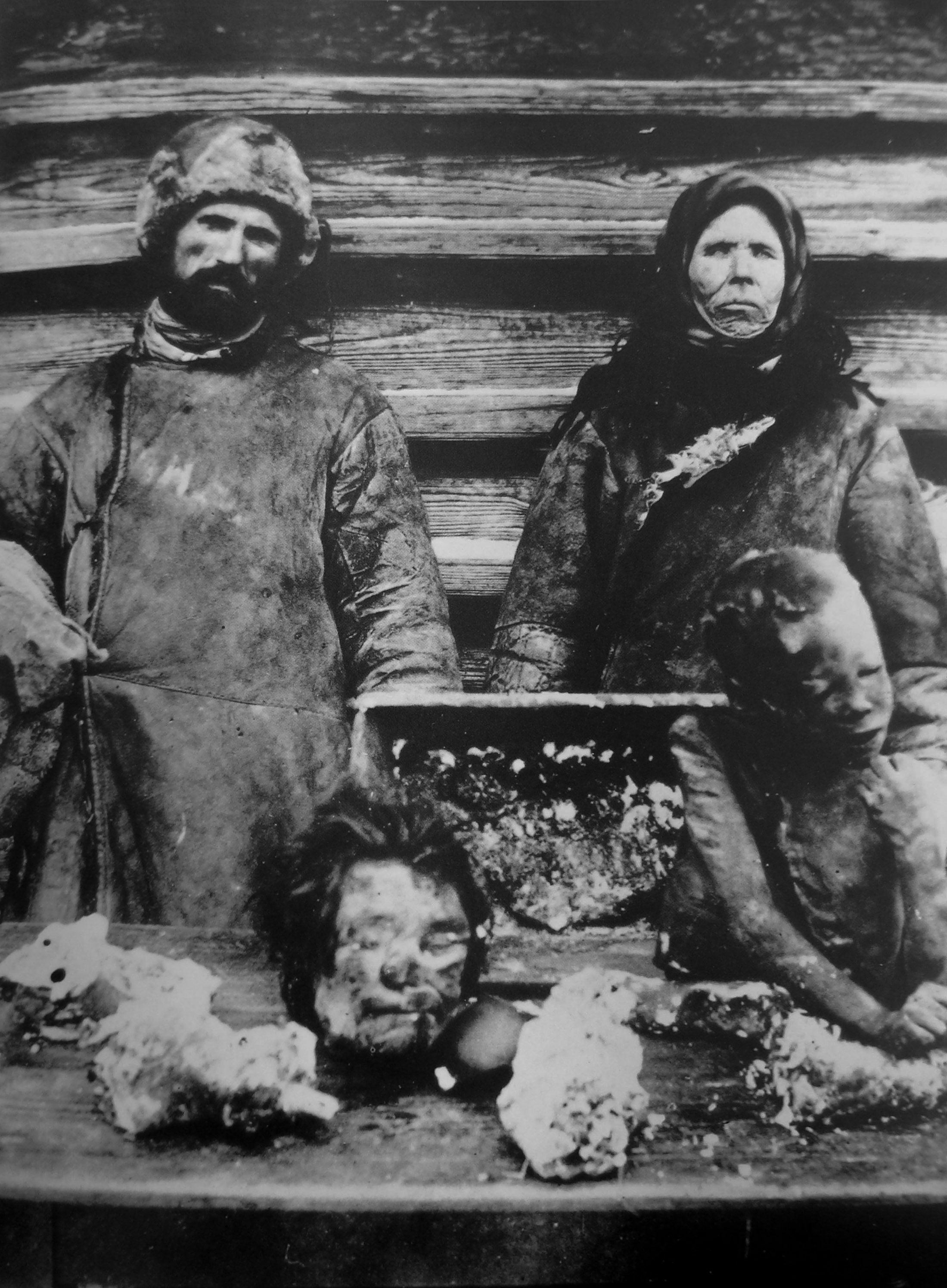
Kanibalismus v Rusku během hladomoru v roce 1921

Příčiny lidského kanibalismu by se daly rozdělit do několika skupin:
1. konvence (u rituálního kanibalismu), např. víra v převzetí síly poraženého bojovníka a jeho důsledné zničení,
2. duševní porucha (u sériových vrahů apod.),
3. nezbytnost pro přežití při kritickém nedostatku jiné potravy – hladomor, obležené město nebo havárie letadla nebo ztroskotání lodi v pustině.

Japonský historik Kyubara Džicudo dělí lidský kanibalismus do pěti méně zřetelných kategorií:[nedostupný zdroj]
- kanibalismus během hladomoru, při ztroskotání lodi, pádu letadla apod.,
- kanibalismus v obklíčených městech (např. v Leningradu během blokády v zimě 1941/42),
- pojídání masa ze zvyku,
- kanibalismus poháněný animozitou (odporem, nepřátelstvím),
- pojídání lidského masa jako léku – lidská játra v Číně, žlučník ve Vietnamu, Laosu..

### Zdravotní důsledky
Závažným důsledkem kanibalismu je, že usnadňuje přenos některých nemocí – příkladem může být nemoc kuru (prionová porucha), velice rozšířená mezi papuánskými kanibaly; ta prakticky vymizela poté, co byl u nich kanibalismus potlačen.
Obecně organismus totiž nemusí mít schopnost zpracovat veškerý materiál přijatý s potravou: některé látky se do něj buď vůbec nevstřebají, nebo jsou sice přijaty např. do krve, ale pak jsou zpravidla buď metabolizovány, nebo vyloučeny. Ovšem některé zůstávají v těle nezpracovány a bez mechanismu jejich vyloučení se mohou hromadit (olovo, priony) a následně i škodit. Konkrétně lidský organismus nemá evolučně dánu schopnost zpracovat všechny látky z lidského těla, není na takovou potravu adaptován.

## Kanibalismus vkultuře

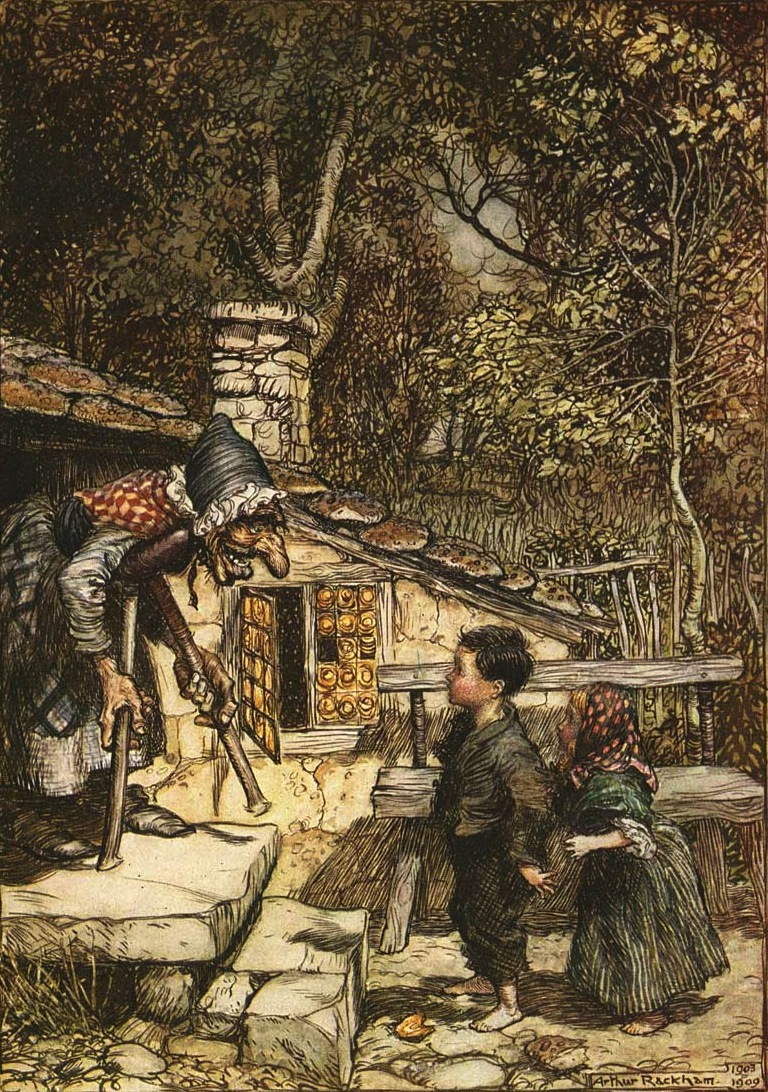
Jeníček a Mařenka

Kanibalismus byl v různých společnostech sociální normou. Vyskytuje se také v řadě mýtů a legend. Například Kronos či slovanská baba Jaga.

### Populární kultura
Jedním z nejznámějších kanibalů, jenž se v populární filmové a knižní kultuře objevil, byl jistě dr. Hannibal Lecter, fiktivní sériový vrah z knih T. Harrise a filmů, kde dr. Lectera ztvárnil Anthony Hopkins.
Dr. Lecter (také hrabě Hannibal Lecter, neboť původem dr. Lecter pochází z litevské šlechtické rodiny) byl původně psychiatr, který vraždil některé své pacienty a následně je pojídal. Ovšem sám sobě vinu nepřiznává, tvrdí, že zabíjel jen ty, co si to zasloužili (pedofilové, násilníci…) a tím, že je jedl, prokazoval své pohrdání jimi.
Po několika vraždách byl ovšem chycen a uvězněn v léčebně v Baltimore. Nikdy jej však nedokázali psychicky vyšetřit (sám se tomu bránil) a policie dokonce využívala jeho služeb při chytání dalších vrahů.

## Kanibalismus na českém území
Na území Českých zemí byly na několika místech objeveny kosterní pozůstatky nesoucí stopy rituálního kanibalismu. Jedná se například o tzv. knovízskou kulturu či únětickou kulturu. V moderní době se pak jednalo o následující případy:
- Kohnův mlýn: V roce 1926 byl odhalen případ skupiny asociálních jedinců pod vedením manželů Dvořáčkových, kteří měli o několik let dříve k smrti ubít dva své spolubydlící v Kohnově mlýně v Třebíči. Během vyšetřování se objevila informace, že skupina zavraždila několik židovských emigrantů. Jejich maso sami zčásti konzumovali, ale také rozprodávali třebíčským obyvatelům. Ačkoliv se dva členové skupiny k tomuto činu doznali, nebyla nalezena žádná těla, jelikož všechny ostatky skupina naházela do řeky Jihlavy. Případ se tak k soudu nikdy nedostal, ačkoliv se podle jedné z výpovědí mohlo jednat až o 8 obětí. O případu se psalo i v zahraničním tisku.[12][13]
- Josef Kulík: Během vojenské služby se v roce 1963 nestihl vrátit z dovolené a stal se tak z něj prakticky dezertér. V Rosicích nad Labem objevil odstavený železniční vagón, ve kterém se ukryl. V jeho blízkosti si 29. července hrála dvojice chlapců ve věku 6 a 9 let. Kulík je nalákal do vagónu, kde je zavraždil sekerou. Jejich těla otevřel, vyjmul některé orgány, které si pak na starých pohřebních věncích opekl a snědl. O několik dní později byl dopaden a odsouzen k trestu smrti.

- Ladislav Hojer: Sériový vrah, který ze sexuálních pohnutek zavraždil 5 žen. Jedné ze svých obětí vyřízl pohlavní orgány, které doma uvařil ve slané vodě a pokusil se je sníst s hořčicí. Pokrm mu nechutnal a i s hrncem ho vyhodil. V roce 1986 byl popraven.
- Ralf Huse: Německý občan, který navázal kontakt s několika romskými rodinami z Bílenic na Klatovsku, aby od nich kvůli sexuálnímu uspokojení mohl odkupovat jejich moč a exkrementy. Huse často trávil čas ve společnosti jejich dětí. V roce 1994 unesl z jedné z těchto rodin dvanáctiletou dívku, zavraždil jí, z její ruky vyřízl kus masa, který zkonzumoval a tělo odhodil do Třemošenského rybníka. V Německu byl odsouzen na 10 let. Tvrdil, že po smrti chce být také sněden.[14][15]
- Kuřimská kauza: Organizovaná skupina kolem Josefa Škrly v letech 2006 a 2007 týrala dvojici synů jedné z členek. Minimálně při jedné příležitosti vyřízli jednomu z chlapců kus tkáně z hýždí, kterou ho poté donutili sníst. Vzniklou ránu mu poté spálili.[16]

## Známí kanibalové
Dopadení a usvědčení kanibalové, přesněji antropofágové:
- Jeffrey Dahmer
- Alexandr Spěsivcev
- Darja Saltykovová
- Joachim Kroll
- Albert Fish
- Armin Meiwes
- Andrej Romanovič Čikatilo